# Kwieciszewo

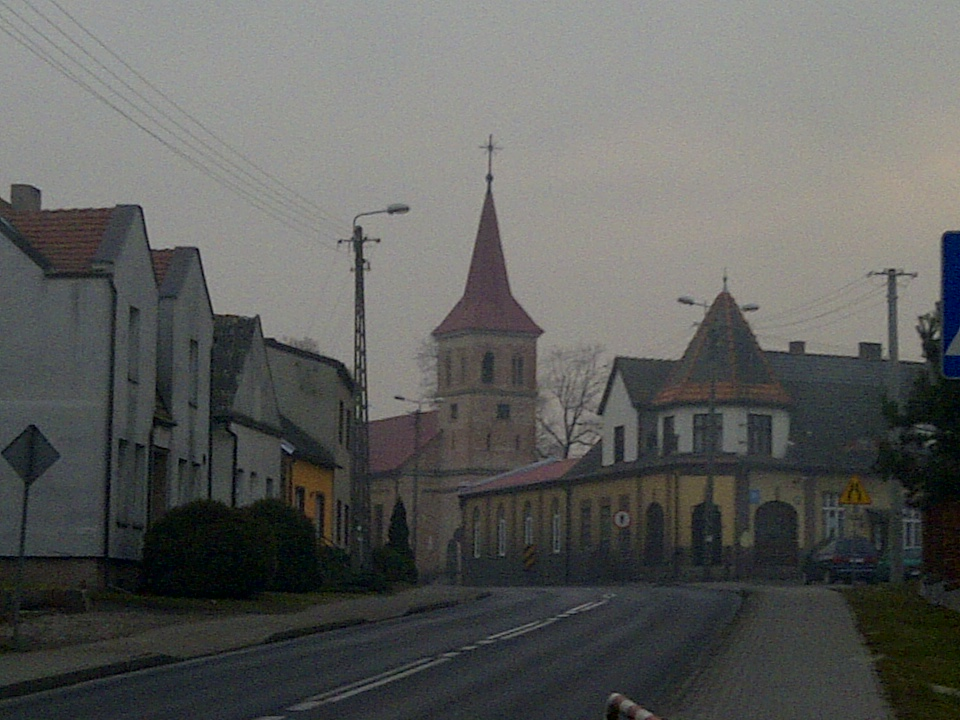
Centrum van Kwieciszewo

Kwieciszewo is een dorp in de Poolse woiwodschap Koejavië-Pommeren. De plaats maakt deel uit van de gemeente Mogilno en telde in 2011 686 inwoners.

## Geschiedenis
Deze plaats zou een van de oudste nederzettingen zijn in Groot Polen. In 1147 kreeg de plaats een markt, in 1311 werd een kasteel gebouwd en in 1342 kreeg de stad stadsrechten. In 1383 werd de stad verwoest in een strijd tussen Groot-Polen en Mazovië, in 1873 raakte de plaats de stadsrechten weer kwijt. Midden in het dorp herinnert een plein nog aan de markt

## Verkeer en vervoer
- Station Kwieciszewo ligt aan de voormalige spoorlijn Station Mogilno-Station Orchowo. Tegenwoordig wordt Kwieciszewo bediend met busdiensten.

## Sport en recreatie
Door deze plaats loopt de Europese wandelroute E11. De E11 loopt van Den Haag naar het oosten, op dit moment de grens Polen-Litouwen. Ter plaatse komt de route van het noordwesten vanaf Bystrzyca en vervolgt in oostelijke richting naar Strzelno.